# Atypus piceus
Atypus piceus (SULZER, 1776)  è un ragno appartenente alla famiglia Atypidae.

## Etimologia
Il nome deriva dal greco ᾶ-, àlfa-, con valore di negazione della parola seguente, e τύπος, typos, cioè forma, immagine, tipo, ad indicarne la forma atipica a causa della sproporzione dei cheliceri e delle filiere.
Il nome proprio deriva dal latino piceus, cioè di pece, nero come la pece, in riferimento alla sua colorazione nero lucida.

## Caratteristiche
Specie tipo del genere Atypus, ha le filiere che secernono la seta per la costruzione del tubo setoso già molto attive sin dallo stadio ninfale, quando il ragno misura di cefalotorace appena 0,4-0,6 millimetri. 

### Filiere anteriori laterali
Più in dettaglio, sono costituite da tre paia abbastanza distinte: le filiere anteriori laterali sono di forma cilindrica, monosegmentate, più piccole delle altre due paia, con una struttura della cuticola finemente granulata e sono situate lateralmente rispetto alle filiere posteriori mediane. Una cospicua ghiandola secerne una secrezione acida ed è connessa ad uno spigot che ne regola la fuoriuscita. Questa ghiandola è un residuo delle ghiandole ampollacee possedute dai ragni del sottordine Araneomorphae.

### Filiere mediane posteriori
Le filiere mediane posteriori, anch'esse monosegmentate, hanno la parte superiore conica ridotta, sul cui apice vi è un solo grande spigot collegato alla ghiandola escretrice e sono molto più vicine alle filiere anteriori laterali rispetto a A. muralis.

### Filiere laterali posteriori
Le filiere laterali posteriori, infine, sono trisegmentate, anche se gli esatti confini dei segmenti non sono ben distinguibili; sulla parte apicale di ognuna di esse vi sono ben tre larghi spigot connessi a ghiandole che contengono epitelio misto a secrezione acida.

## Comportamento
Come tutti i ragni del genere Atypus, anche questa specie vive in un tubo setoso parallelo al terreno, per una ventina di centimetri circa seppellito e per altri 8 centimetri fuoriuscente. Il ragno resta in agguato sul fondo del tubo: quando una preda passa sulla parte esterna, le vibrazioni della tela setosa allertano il ragno che scatta e la trafigge, per poi rompere la sua stessa tela, portarsi la preda nella parte interna e cibarsene..

## Habitat
Predilige quasi esclusivamente prati asciutti a Bromion erecti (associazione vegetale) o ai margini delle foreste in estensioni a Geranion sanguinei, caratterizzati da un microclima intermedio e limitati ulteriormente a suoli calcarei. Proprio questa tipologia di suoli consente loro di affrontare efficientemente gli estremi di freddo e caldo del clima continentale. In vaste zone della Repubblica Ceca questo habitat è minacciato da esteso rimboschimento dovuto all'abbandono di grosse estensioni di terreno prima destinate a pascolo.

## Distribuzione
Rinvenuta in un'ampia zona che va dall'Europa centrale al Turkmenistan. In modo particolare in Austria, in varie località della Germania, in Polonia e in Romania. Nella Repubblica Ceca sono stati trovati esemplari nelle seguenti località: Ctiněves, Brná nad Labem, Štrbice, Kostomlaty, Kokořín, Sýčina, Hradčany, Choťovice, Karlova Ves, Srbsko, Vidov e Český Krumlov.